# ذخیره‌گاه دولتی ایلی‌سو
ذخیره‌گاه دولتی ایلی‌سو (به لاتین: Ilisu State Reserve) یک ذخیره‌گاه و پناهگاه حیات‌وحش در جمهوری آذربایجان است که در شهرستان قاخ واقع شده است. این ذخیره‌گاه در سال ۱۹۸۷ میلادی تأسیس شد. هدف این ذخیره‌گاه نگهداری از منابع طبیعی دامنه‌های جنوبی قفقاز بزرگ، حفظ گیاهان و جانوران نادر و در معرض خطر، بازیابی جنگل‌ها و جلوگیری از فرسایش خاک و سیل است. این ذخیره‌گاه دارای ۵۰۰ گونه گیاهی و نزدیک به ۶۰ گونه از حیوانات از جمله شوکا، گراز و بز کوهی اروپایی است.
این ذخیره‌گاه در ابتدا با وسعت ۹۳ کیلومتر مربع (۳۶ مایل مربع) تأسیس شد و در ادامه و از مارس ۲۰۰۳ به بعد تا ۱۷۳٫۸۱۶ کیلومتر مربع (۶۷٫۱۱۱ مایل مربع) گسترش یافت.